# Mailkampanjen mot Fredrik Reinfeldt
Mailkampanjen mot Fredrik Reinfeldt var en smutskastningskampanj som i början av 2006 bedrevs anonymt av Mats Lindström, partifunktionär i den inre kretsen på Socialdemokraternas partihögkvarter. Kampanjen gick ut på att svartmåla partiledaren för Moderaterna genom att sprida falska rykten, till exempel att Reinfeldt skattefuskade och att han hade hemliga inkomster som kunde ifrågasätta hans opartiskhet som politiker. Mailen skickades dels till Reinfeldt själv, dels till olika insändarsidor och redaktioner.
Mats Lindström, som var opinionsstrateg hos socialdemokraterna, fick lämna sin anställning på kansliet efter avslöjandena.
Moderaterna polisanmälde händelsen men överåklagare Kerstin Skarp beslutade att inte inleda någon förundersökning. Moderaterna i sin tur beslöt att inte väcka enskilt åtal, vilket är det normala i förtalsmål.